# Xero (компания)
Xero — новозеландская публичная технологическая компания, зарегистрированная на Австралийской фондовой бирже. Бизнес компании — облачная бухгалтерская программная платформа для малого и среднего бизнеса. Продукция используется более чем в 180 странах.
Компания имеет три офиса в Новой Зеландии (Веллингтон, Окленд и Нейпир), шесть офисов в Австралии (Мельбурн, Сидней, Канберра, Аделаида, Брисбен и Перт), три офиса в Великобритании (Лондон, Манчестер и Милтон Кейнс), три офиса в США (Денвер, Сан-Франциско и Нью-Йорк), а также офисы в Канаде, Сингапуре, Гонконге и Южной Африке.
Продукты Xero основаны на модели «программное обеспечение как услуга» (SaaS) и продаются по подписке.

## История
Xero основана в Веллингтоне в 2006 году Родом Друри и Хэмишем Эдвардсом. Штаб-квартира Xero Limited по-прежнему находится в Веллингтоне. Изначально компания называлась Accounting 2.0. В апреле 2018 года Стив Вамос был назначен генеральным директором, заменив Рода Друри. Друри остался в совете директоров в качестве неисполнительного директора.
В 2019 году компания объявила, что у неё более 2 миллионов подписчиков по всему миру.

## Финансирование
Xero вышла на биржу Новой Зеландии 5 июня 2007 года с IPO на сумму 15 миллионов новозеландских долларов, подорожав на 15 % в первый день торгов. Компания изначально ориентировалась исключительно на рынок Новой Зеландии. 8 ноября 2012 года акции компании были размещены на Австралийской фондовой бирже.
Xero также получила финансирование от различных инвесторов. В 2009 году она получила 23 миллиона новозеландских долларов финансирования от основателя конкурирующей компании MYOB Крейга Винклера. В 2010 году компания привлекла дополнительно 4 миллиона новозеландских долларов от венчурного фонда Valar Ventures Питера Тиля, который также инвестировал ещё 16,6 млн долларов США в феврале 2012 года. В ноябре 2012 года компания привлекла 49 илн долларов в рамках раунда финансирования, из которых наибольшие суммы поступили от Питера Тиля и Matrix Capital.
5 октября 2018 года Xero объявила о размещении конвертируемых облигаций на сумму 300 млн долларов, что больше, чем ранее было привлечено любой новозеландской или австралийской компанией, не торгуемой на биржах США. Это было признано лучшей гибридной сделкой 2018 года от Finance Asia.

## Приобретения и партнерства
С момента своего запуска Xero приобрела несколько компаний. В июле 2011 года — австралийскую платформу для расчёта и начисления заработной платы Paycycle за наличные и акции на общую сумму 1,9 млн новозеландских долларов, чтобы интегрировать продукты компании в свои предоставляемые услуги.
В июле 2012 года — Spotlight Workpapers за 800 тыс. долларов наличными и акциями.
В июле 2018 года Xero объявила о стратегическом альянсе с американской платформой расчета заработной платы Gusto.

## Продукты
Программное обеспечение для бухгалтерского учёта Xero позволяет использовать единую бухгалтерскую книгу, доступную пользователям независимо от местоположения или операционной системы. Фугкции включают оформление платежей, банковскую выверку, оплату счетов, возмещение НДС, начисление зарплаты, составление бухгалтерских отчётов, хранение файлов и др.
Основными регионами деятельности являются Австралия (45 % выручки), Великобритания (27 %), Новая Зеландия (12 %), Северная Америка (7 %).